# Pterella rubriventris
Pterella rubriventris är en tvåvingeart som först beskrevs av Villeneuve 1913.  Pterella rubriventris ingår i släktet Pterella och familjen köttflugor. Inga underarter finns listade i Catalogue of Life.